# Sergio Ruiz Alonso
Sergio Ruiz Alonso (El Astillero, Cantabria, 16 de diciembre de 1994) es un futbolista español que juega como centrocampista en el Granada C. F. de la Segunda División de España.

## Trayectoria
Se formó en las categorías inferiores del equipo de fútbol de su localidad, el Club Deportivo Arenas de Frajanas. Posteriormente se incorporó al Atlético Perines y el último año de juvenil militó en el Club Deportivo Laredo. En categoría sénior defendió los colores del C. D. Pontejos y del Atlético Albericia en Tercera División.[cita requerida]
En 2015 se incorporó a la disciplina del Rayo Cantabria, filial del Real Racing Club de Santander, donde jugó una temporada antes de ascender al primer equipo. Con el primer equipo cántabro jugó durante tres temporadas en Segunda B. En enero de 2019 renovó contrato hasta el 30 de junio de 2022, habiendo jugado hasta ese momento 19 partidos y anotado tres goles en la primera vuelta de la temporada, en la que tenían el objetivo de conseguir el ascenso a Segunda División.
El 8 de julio de 2020, tras haber competido esa campaña en Segunda División y haber disputado la cifra de 134 partidos en cuatro temporadas con el club cántabro, fue traspasado al Charlotte Football Club por el importe de la cláusula de rescisión.
El Charlotte F. C., club de nueva creación, tenía previsto debutar en la Major League Soccer, pero la incidencia del covid-19 lo retrasó a 2022, por lo que el 3 de septiembre de 2020 fue cedido a la Unión Deportiva Las Palmas por 18 meses con opción de compra.
Con el inicio del año 2022 se incorporó al Charlotte F. C., equipo con el que participó en 18 partidos hasta su regreso a España en el mes de agosto tras fichar por el Granada C. F. hasta 2026.

## Estadísticas

### Clubes
Actualizado al último partido disputado el 31 de enero de 2025.
| Club                              | Div.          | Temporada     | Liga  | Liga  | Copas nacionales | Copas nacionales | Copas internacionales | Copas internacionales | Total | Total |
| Club                              | Div.          | Temporada     | Part. | Goles | Part.            | Goles            | Part.                 | Goles                 | Part. | Goles |
| --------------------------------- | ------------- | ------------- | ----- | ----- | ---------------- | ---------------- | --------------------- | --------------------- | ----- | ----- |
| C. D. Pontejos · España           | 3.ª           | 2013-14       | 7     | 7     | ―                | ―                | ―                     | ―                     | 7     | 7     |
| C. D. Pontejos · España           | Total club    | Total club    | 7     | 7     | 0                | 0                | 0                     | 0                     | 7     | 7     |
| S. D. Atlético Albericia · España | 3.ª           | 2014-15       | 36    | 5     | 0                | 0                | ―                     | ―                     | 36    | 5     |
| S. D. Atlético Albericia · España | 3.ª           | 2015-16       | 1     | 0     | 0                | 0                | ―                     | ―                     | 1     | 0     |
| S. D. Atlético Albericia · España | Total club    | Total club    | 37    | 5     | 0                | 0                | 0                     | 0                     | 37    | 5     |
| Rayo Cantabria · España           | 3.ª           | 2015-16       | 34    | 7     | 0                | 0                | ―                     | ―                     | 34    | 7     |
| Rayo Cantabria · España           | Total club    | Total club    | 34    | 7     | 0                | 0                | 0                     | 0                     | 34    | 7     |
| Racing de Santander · España      | 2.ª B         | 2016-17       | 28    | 1     | 2                | 0                | ―                     | ―                     | 30    | 1     |
| Racing de Santander · España      | 2.ª B         | 2017-18       | 31    | 1     | 1                | 0                | ―                     | ―                     | 32    | 1     |
| Racing de Santander · España      | 2.ª B         | 2018-19       | 37    | 6     | 3                | 0                | ―                     | ―                     | 40    | 6     |
| Racing de Santander · España      | 2.ª           | 2019-20       | 31    | 0     | 1                | 0                | ―                     | ―                     | 32    | 0     |
| Racing de Santander · España      | Total club    | Total club    | 127   | 8     | 7                | 0                | 0                     | 0                     | 134   | 8     |
| U. D. Las Palmas · España         | 2.ª           | 2020-21       | 37    | 5     | 0                | 0                | ―                     | ―                     | 37    | 5     |
| U. D. Las Palmas · España         | 2.ª           | 2021-22       | 6     | 0     | 0                | 0                | ―                     | ―                     | 6     | 0     |
| U. D. Las Palmas · España         | Total club    | Total club    | 43    | 5     | 0                | 0                | 0                     | 0                     | 43    | 5     |
| Charlotte F. C. Estados Unidos    | 1.ª           | 2022          | 18    | 1     | 1                | 0                | ―                     | ―                     | 18    | 1     |
| Charlotte F. C. Estados Unidos    | Total club    | Total club    | 18    | 1     | 1                | 0                | 0                     | 0                     | 19    | 1     |
| Granada C. F. · España            | 2.ª           | 2022-23       | 19    | 1     | 1                | 0                | ―                     | ―                     | 20    | 1     |
| Granada C. F. · España            | 1.ª           | 2023-24       | 35    | 0     | 1                | 0                | —                     | —                     | 36    | 0     |
| Granada C. F. · España            | 2.ª           | 2024-25       | 22    | 0     | 3                | 0                | ―                     | ―                     | 25    | 0     |
| Granada C. F. · España            | Total club    | Total club    | 76    | 1     | 5                | 0                | 0                     | 0                     | 81    | 1     |
| Total carrera                     | Total carrera | Total carrera | 342   | 34    | 13               | 0                | 0                     | 0                     | 355   | 34    |